# IC 3921
IC 3921 ist eine Galaxie vom Hubble-Typ S im Sternbild Canes Venatici am Nordsternhimmel. Sie ist schätzungsweise 327 Millionen Lichtjahre von der Milchstraße entfernt.
Das Objekt wurde am 21. März 1903 von Max Wolf entdeckt.